# Uroxys kratochvili
Uroxys kratochvili là một loài bọ cánh cứng trong họ Bọ hung (Scarabaeidae).